# 대한민국-핀란드 관계
대한민국과 핀란드는 1973년 8월 24일에 수교하였다. 한국은 1973년, 핀란드는 1978년에 서로의 수도에 대사관을 설치하였다. 핀란드는 북한과도 1973년에 수교하였으나 북한이 일방적으로 대사관을 철수시킴에 따라서 주북한 스웨덴대사관이 그 역할을 담당한다. 남한과 핀란드는 10년 주기의 수교 기념 행사 통해서 다양한 문화 교류를 진행하고 있기도 하다. 양국은 기술통신 및 디지털 및 탄소중립 정책, 그리고 ICT 분야에서 협력을 가속화하고 있다. 핀란드에서 한류가 조금씩 인지도를 넓히고 있으며, 한국에서는 잘 알려진 핀란드 사람은 따루 살미넨, 레오 란타 등이 있다.

## 관계 발전
- 1973년 외교관계 수립